# Frat Party at the Pankake Festival
Frat Party at the Pankake Festival é o primeiro DVD da banda de rock americana Linkin Park, lançado em 20 de novembro de 2001 pela Warner Records. O DVD foi produzido por Bill Berg-Hillinger, Joe Hahn, David May e Angela Smith.
O DVD documenta a banda em seu ciclo de turnê para divulgar seu álbum de estreia, Hybrid Theory, e também apresenta todos os quatro videoclipes da banda até aquele momento, além dos videoclipes "Cure for the Itch" e "Points of Authority", este último usado para promover o DVD. Também inclui recursos especiais de bônus e vários easter eggs escondidos que desbloqueiam ainda mais recursos especiais de bônus.

## Lista de capítulos
1. "Intro"
2. "Papercut"
3. "Beginnings"
4. "Points of Authority"
5. "The Live Show"
6. ""Crawling" Video Shoot"
7. "Crawling"
8. "Touring"
9. "Cure for the Itch"
10. "The Band"
11. "One Step Closer"
12. "The Future"
13. "In the End"
14. "End"

### Recursos especiais
1. "Making of In the End Video"
2. "Crawling Live Music Video with Multiangles"
3. "Mike and Joe's Art Piece"
4. "Chester's Tattoos"
5. "Crawling Bryson Bluegrass Version" (apenas áudio)
6. "High Voltage" (apenas áudio)
7. "My December" (apenas áudio)
8. "LPTV"
9. "Weblink"

## Participações especiais
Os membros do Disturbed, David Draiman e Dan Donegan, aparecem em uma cena do DVD, onde Draiman tenta adivinhar como o nome “Linkin Park” é pronunciado ao lado de Donegan dizendo “Lick My Part”. O toca-discos do Slipknot, Sid Wilson, aparece no DVD, onde ele testa os toca-discos e disc jockeys de Joe Hahn em uma cena. O Deftones, incluindo os membros Chino Moreno e Stephen Carpenter, aparecem em algumas fotos de uma cena, onde eles estavam tirando uma foto antes de tocarem em um show, quando Mike Shinoda estava disfarçado para a KGB, como Chester Bennington explicou em uma cena para o DVD que (de brincadeira) eles iriam destruir os Deftones "...substituindo a água deles...por Vodka...".

## Ficha técnica

### Linkin Park
- Chester Bennington - vocais principais
- Rob Bourdon: bateria
- Brad Delson: guitarra solo
- Joe Hahn: DJ, sampler
- Dave Farrell: baixo
- Mike Shinoda: MC, vocais, beats, sampler, guitarra rítmica

### Produção
- Produzido por Bill Berg-Hillinger para Id Playground e Joe Hahn
- Produtor executivo: Joe Hahn
- Editado por Bill Berg-Hillinger
- Produtores de DVD-vídeo: David May para Warner Records e Angela Smith para Metropolis DVD
- Design e animação de menu: Sean Donnelly, Metropolis DVD
- Diretor técnico: James Moore, Metropolis DVD
- Autoria de DVD por Metropolis DVD, NYC
- Representação mundial: Rob McDermott para a empresa
- Representação adicional por: Carey Segura e Ryan DeMarti
- Agente de reservas: Mike Arfin para Artist Group International
- Jurídico: Danny Hayes para Selvern, Mandelbaum e Mintz
- Gerente de negócios: Michael Oppenheim e Jonathan Schwartz para Gudvi, Chapnick e Oppenheim
- Fotografia para capa: James Minchin III
- Direção de arte e design: Tom Peanutz

## Desempenho gráfico
| Gráfico (2002)                        | Posição de pico |
| ------------------------------------- | --------------- |
| Australian Music DVD (ARIA)           | 7               |
| Swedish Music DVD (Sverigetopplistan) | 7               |
| UK Music Videos (OCC)                 | 1               |

## Certificações
| País | Certificação | Vendas   |
| --- | ------------ | -------- |
| Austrália (ARIA)                                                                                            | Ouro         | 7,500^   |
| Brasil (Pro-Música Brasil)                                                                                  | Ouro         | 25,000*  |
| Estados Unidos (RIAA)                                                                                       | Platina      | 100,000^ |
| Reino Unido (BPI)                                                                                           | Ouro         | 25,000^  |
| * Números de vendas com base apenas na certificação. ^ Números de remessas com base apenas na certificação. |              |          |